# Magyarország az 1968. évi nyári olimpiai játékokon
Magyarország a mexikói Mexikóvárosban megrendezett 1968. évi nyári olimpiai játékok egyik részt vevő nemzete volt. Az országot az olimpián 15 sportágban 167 sportoló képviselte, akik összesen 32 érmet szereztek.

## Érmesek
| Érem  | Versenyző | Sportág       | Versenyszám                    |
| ----- | --- | ------------- | ------------------------------ |
| Arany | Zsivótzky Gyula | Atlétika      | Férfi kalapácsvetés            |
| Arany | Németh Angéla | Atlétika      | Női gerelyhajítás              |
| Arany | Varga János | Birkózás      | Kötöttfogás, 57 kg             |
| Arany | Kozma István | Birkózás      | Kötöttfogás, +97 kg            |
| Arany | Hesz Mihály | Kajak-kenu    | Férfi kajak egyes 1000 m       |
| Arany | Tatai Tibor | Kajak-kenu    | Férfi kenu egyes 1000 m        |
| Arany | Nemzeti válogatott Básti István Dunai Antal Dunai Lajos Fatér Károly Fazekas László Juhász István Keglovich László Kocsis Lajos Menczel Iván Nagy László Noskó Ernő Novák Dezső Páncsics Miklós Sárközi István Szalay Miklós Szarka Zoltán Szűcs Lajos | Labdarúgás    | Férfi                          |
| Arany | Balczó András Móna István Török Ferenc | Öttusa        | Csapat                         |
| Arany | Kulcsár Győző | Vívás         | Férfi párbajtőr, egyéni        |
| Arany | B. Nagy Pál Fenyvesi Csaba Kulcsár Győző Nemere Zoltán Schmitt Pál | Vívás         | Férfi párbajtőr, csapat        |
| Ezüst | Kiss Antal | Atlétika      | Férfi 50 km gyaloglás          |
| Ezüst | Csermely József Melis Antal Melis Zoltán Sarlós György | Evezés        | Férfi kormányos nélküli négyes |
| Ezüst | Giczy Csaba Timár István | Kajak-kenu    | Férfi kajak kettes 1000 m      |
| Ezüst | Petrikovics Gyula Wichmann Tamás | Kajak-kenu    | Férfi kenu kettes 1000 m       |
| Ezüst | Pfeffer Anna Rozsnyói Katalin | Kajak-kenu    | Női kajak kettes 500 m         |
| Ezüst | Balczó András | Öttusa        | Férfi egyéni                   |
| Ezüst | Hammerl László | Sportlövészet | Sportpuska fekvő               |
| Ezüst | Földi Imre | Súlyemelés    | 56 kg                          |
| Ezüst | Kamuti Jenő | Vívás         | Férfi tőr, egyéni              |
| Ezüst | Bóbis Ildikó Dömölky Lídia Gulácsy Mária Marosi Paula Rejtő Ildikó | Vívás         | Női tőr, csapat                |
| Bronz | Lovász Lázár | Atlétika      | Férfi kalapácsvetés            |
| Bronz | Kulcsár Gergely | Atlétika      | Férfi gerelyhajítás            |
| Bronz | Kontsek Jolán | Atlétika      | Női diszkoszvetés              |
| Bronz | Kovács Annamária | Atlétika      | Női ötpróba                    |
| Bronz | Bajkó Károly | Birkózás      | Kötöttfogás, 78 kg             |
| Bronz | Csatári József | Birkózás      | Szabadfogás, 97 kg             |
| Bronz | Giczy Csaba Csizmadia István Szöllősi Imre Timár István | Kajak-kenu    | Férfi kajak négyes 1000 m      |
| Bronz | Bakos Károly | Súlyemelés    | 75 kg                          |
| Bronz | Pézsa Tibor | Vívás         | Férfi kard, egyéni             |
| Bronz | Bakonyi Péter Kalmár János Kovács Tamás Meszéna Miklós Pézsa Tibor | Vívás         | Férfi kard, csapat             |
| Bronz | Rejtő Ildikó | Vívás         | Női tőr, egyéni                |
| Bronz | Nemzeti válogatott Bodnár András Dömötör Zoltán Felkai László Konrád Ferenc Konrád János Mayer Mihály Molnár Endre Pócsik Dénes Sárosi László Steinmetz János ifj. Szívós István                                                                       | Vízilabda     | Férfi                          |

## További magyar pontszerzők

### 4. helyezettek
| Név          | Sportág    | Versenyszám        |
| ------------ | ---------- | ------------------ |
| Bognár Judit | Atlétika   | Női súlylökés      |
| Antal Márta  | Atlétika   | Női gerelyhajítás  |
| Alker Imre   | Birkózás   | Kötöttfogás, 52 kg |
| Veres Győző  | Súlyemelés | 82,5 kg            |

### 5. helyezettek
| Név                                                                              | Sportág   | Versenyszám              |
| -------------------------------------------------------------------------------- | --------- | ------------------------ |
| Eckschmiedt Sándor                                                               | Atlétika  | Férfi kalapácsvetés      |
| Badari Tibor                                                                     | Ökölvívás | Légsúly                  |
| Békési Ilona Bánfai Ágnes Ducza Anikó Makray Katalin Müller Katalin Tolnai Márta | Torna     | Női csapat összetett     |
| Gyarmati Andrea                                                                  | Úszás     | Női 100 m hát            |
| Gyarmati Andrea                                                                  | Úszás     | Női 100 m pillangó       |
| Gyarmati Andrea Kovács Edit Patóh Magdolna Turóczy Judit                         | Úszás     | Női 4 × 100 m gyorsváltó |
| Füredi Gábor Kamuti Jenő Kamuti László May Attila Szabó Sándor                   | Vívás     | Férfi tőr, csapat        |

### 6. helyezettek
| Név              | Sportág    | Versenyszám |
| ---------------- | ---------- | ----------- |
| Bagócs János     | Súlyemelés | 67,5 kg     |
| Nemessányi Árpád | Súlyemelés | 90 kg       |

## Eredményesség sportáganként
A magyar csapat tizenhárom sportágban összesen 196 olimpiai pontot szerzett. Az egyes sportágak eredményessége, illetve az induló versenyzők száma a következő:
(kiemelve az egyes számoszlopok legmagasabb értéke, vagy értékei)
| Sportág, szakág | Helyezések száma | Helyezések száma | Helyezések száma | Helyezések száma | Helyezések száma | Helyezések száma | Olimpiai pont | Indulók száma | Indulók száma | Indulók száma |
| Sportág, szakág |                  |                  |                  | 4.               | 5.               | 6.               | Olimpiai pont | Férfi         | Nő            | Össz.         |
| --------------- | ---------------- | ---------------- | ---------------- | ---------------- | ---------------- | ---------------- | ------------- | ------------- | ------------- | ------------- |
| atlétika        | 2                | 1                | 4                | 2                | 1                | 0                | 43            | 19            | 12            | 31            |
| birkózás        | 2                | 0                | 2                | 1                | 0                | 0                | 25            | 13            | 0             | 13            |
| evezés          | 0                | 1                | 0                | 0                | 0                | 0                | 5             | 6             | 0             | 6             |
| kajak-kenu      | 2                | 3                | 1                | 0                | 0                | 0                | 33            | 8             | 2             | 10            |
| kerékpározás    | 0                | 0                | 0                | 0                | 0                | 0                | 0             | 7             | 0             | 7             |
| labdarúgás      | 1                | 0                | 0                | 0                | 0                | 0                | 7             | 17            | 0             | 17            |
| ökölvívás       | 0                | 0                | 0                | 0                | 1                | 0                | 2             | 6             | 0             | 6             |
| öttusa          | 1                | 1                | 0                | 0                | 0                | 0                | 12            | 3             | 0             | 3             |
| sportlövészet   | 0                | 1                | 0                | 0                | 0                | 0                | 5             | 6             | 0             | 6             |
| súlyemelés      | 0                | 1                | 1                | 1                | 0                | 2                | 14            | 7             | 0             | 7             |
| torna           | 0                | 0                | 0                | 0                | 1                | 0                | 2             | 6             | 6             | 12            |
| úszás           | 0                | 0                | 0                | 0                | 3                | 0                | 6             | 7             | 7             | 14            |
| vitorlázás      | 0                | 0                | 0                | 0                | 0                | 0                | 0             | 4             | 0             | 4             |
| vívás           | 2                | 2                | 3                | 0                | 1                | 0                | 38            | 15            | 5             | 20            |
| vízilabda       | 0                | 0                | 1                | 0                | 0                | 0                | 4             | 11            | 0             | 11            |
|                 |                  |                  |                  |                  |                  |                  |               |               |               |               |
| Összesen        | 10               | 10               | 12               | 4                | 7                | 2                | 196           | 135           | 32            | 167           |

## Atlétika
Férfi
| Versenyző      | Versenyszám     | Előfutam | Előfutam | Előfutam | Elődöntő | Elődöntő | Elődöntő | Döntő         | Döntő         |
| Versenyző      | Versenyszám     | Idő      | Hely.    | Össz.    | Idő      | Hely.    | Össz.    | Idő           | Helyezés      |
| -------------- | --------------- | -------- | -------- | -------- | -------- | -------- | -------- | ------------- | ------------- |
| Honti Róbert   | 800 m           | 1:53,88  | 6.       | 38.      | kiesett  | kiesett  | kiesett  | kiesett       | kiesett       |
| Honti Róbert   | 1500 m          | 3:54,95  | 7.       | 30.      | kiesett  | kiesett  | kiesett  | kiesett       | kiesett       |
| Kiss György    | 5000 m          | 15:13,07 | 10.      | 27.      |          |          |          | kiesett       | kiesett       |
| Kiss György    | 10 000 m        |          |          |          |          |          |          | 32:03,2       | 30.           |
| Szerényi János | 10 000 m        |          |          |          |          |          |          | 30:53,6       | 21.           |
| Mecser Lajos   | 10 000 m        |          |          |          |          |          |          | 30:54,8       | 23.           |
| Mecser Lajos   | Maraton         |          |          |          |          |          |          | nem ért célba | nem ért célba |
| Sütő József    | Maraton         |          |          |          |          |          |          | nem ért célba | nem ért célba |
| Tóth Gyula     | Maraton         |          |          |          |          |          |          | 2:34:49       | 24.           |
| Szabó János    | 3000 m akadály  | 9:25,82  | 10.      | 24.      |          |          |          | kiesett       | kiesett       |
| Kiss Antal     | 20 km gyaloglás |          |          |          |          |          |          | 1:38:24       | 14.           |
| Kiss Antal     | 50 km gyaloglás |          |          |          |          |          |          | 4:30:17       |               |

| Versenyző          | Versenyszám   | Selejtező | Selejtező | Döntő    | Döntő    |
| Versenyző          | Versenyszám   | Eredmény  | Helyezés  | Eredmény | Helyezés |
| ------------------ | ------------- | --------- | --------- | -------- | -------- |
| Cziffra Zoltán     | Hármasugrás   | 15,04 m   | 34.       | kiesett  | kiesett  |
| Ivanov Dragán      | Hármasugrás   | 15,61 m   | 27.       | kiesett  | kiesett  |
| Kalocsai Henrik    | Hármasugrás   | 16,16 m   | 12.       | 16,45 m  | 10.      |
| Varjú Vilmos       | Súlylökés     | 18,86 m   | 13.       | kiesett  | kiesett  |
| Faragó János       | Diszkoszvetés | 56,00 m   | 16.       | kiesett  | kiesett  |
| Tégla Ferenc       | Diszkoszvetés | 58,50 m   | 11.       | 58,36 m  | 11.      |
| Eckschmiedt Sándor | Kalapácsvetés | 68,60 m   | 3.        | 69,46 m  | 5.       |
| Lovász Lázár       | Kalapácsvetés | 68,96 m   | 2.        | 69,78 m  |          |
| Zsivótzky Gyula    | Kalapácsvetés | 72,60 m   | 1.        | 73,36 m  |          |
| Kulcsár Gergely    | Gerelyhajítás | 81,56 m   | 6.        | 87,06 m  |          |
| Németh Miklós      | Gerelyhajítás | 75,50 m   | 17.       | kiesett  | kiesett  |

Női
| Versenyző                                                         | Versenyszám     | Előfutam | Előfutam | Előfutam | Negyeddöntő | Negyeddöntő | Negyeddöntő | Elődöntő | Elődöntő | Elődöntő | Döntő   | Döntő    |
| Versenyző                                                         | Versenyszám     | Idő      | Hely.    | Össz.    | Idő         | Hely.       | Össz.       | Idő      | Hely.    | Össz.    | Idő     | Helyezés |
| ----------------------------------------------------------------- | --------------- | -------- | -------- | -------- | ----------- | ----------- | ----------- | -------- | -------- | -------- | ------- | -------- |
| Kiss Mária                                                        | 80 m gát        | 10,93    | 3.       | 15.      |             |             |             | 11,22    | 8.       | 16.      | kiesett | kiesett  |
| Kiss Mária                                                        | 100 m           | 12,10    | 6.       | 37.*     | kiesett     | kiesett     | kiesett     | kiesett  | kiesett  | kiesett  | kiesett | kiesett  |
| Markó Margit                                                      | 100 m           | 12,00    | 6.       | 36.      | kiesett     | kiesett     | kiesett     | kiesett  | kiesett  | kiesett  | kiesett | kiesett  |
| Balogh-Szomov Györgyi                                             | 100 m           | 11,80    | 5.       | 29.      | 11,78       | 6.          | 28.         | kiesett  | kiesett  | kiesett  | kiesett | kiesett  |
| Balogh-Szomov Györgyi                                             | 200 m           | 24,15    | 6.       | 28.      |             |             |             | kiesett  | kiesett  | kiesett  | kiesett | kiesett  |
| Munkácsi Antónia                                                  | 400 m           | 55,61    | 7.       | 24.      |             |             |             | kiesett  | kiesett  | kiesett  | kiesett | kiesett  |
| Kispál Etelka Markó Margit Balogh-Szomov Györgyi Kovács Annamária | 4 × 100 m váltó | 44,65    | 5.       | 9.       |             |             |             |          |          |          | kiesett | kiesett  |

| Versenyző      | Versenyszám   | Selejtező | Selejtező | Döntő            | Döntő            |
| Versenyző      | Versenyszám   | Eredmény  | Helyezés  | Eredmény         | Helyezés         |
| -------------- | ------------- | --------- | --------- | ---------------- | ---------------- |
| Komka Magdolna | Magasugrás    | 174 cm    | 13.*      | 171 cm           | 9.*              |
| Kispál Etelka  | Távolugrás    | 598 cm    | 18.       | kiesett          | kiesett          |
| Bognár Judit   | Súlylökés     |           |           | 17,78 m          | 4.               |
| Bognár Judit   | Diszkoszvetés |           |           | nem állt rajthoz | nem állt rajthoz |
| Kontsek Jolán  | Diszkoszvetés |           |           | 54,90 m          |                  |
| Stugner Judit  | Diszkoszvetés |           |           | 52,08 m          | 11.              |
| Németh Angéla  | Gerelyhajítás |           |           | 60,36 m          |                  |
| Antal Márta    | Gerelyhajítás |           |           | 56,38 m          | 4.               |

| Versenyző        | Versenyszám | 80 m gát | 80 m gát | Súlylökés | Súlylökés | Magasugrás | Magasugrás | Távolugrás | Távolugrás | 200 m | 200 m | Végeredmény | Végeredmény |
| Versenyző        | Versenyszám | Idő      | Pont     | Eredmény  | Pont      | Eredmény   | Pont       | Eredmény   | Pont       | Idő   | Pont  | Pont        | Helyezés    |
| ---------------- | ----------- | -------- | -------- | --------- | --------- | ---------- | ---------- | ---------- | ---------- | ----- | ----- | ----------- | ----------- |
| Kovács Annamária | Ötpróba     | 10,95    | 1061     | 12,69 m   | 901       | 159 cm     | 934        | 612 cm     | 1016       | 23,88 | 1047  | 4959        |             |

* - egy másik versenyzővel azonos időt/eredményt ért el

## Birkózás
Kötöttfogású
| Versenyző       | Versenyszám | 1. forduló                          | 2. forduló                          | 3. forduló                             | 4. forduló                      | 5. forduló                       | 6. forduló            | 7. forduló        | Döntő                                                                                              | Helyezés    |
| Versenyző       | Versenyszám | Ellenfél Eredmény                   | Ellenfél Eredmény                   | Ellenfél Eredmény                      | Ellenfél Eredmény               | Ellenfél Eredmény                | Ellenfél Eredmény     | Ellenfél Eredmény | Ellenfél Eredmény                                                                                  | Helyezés    |
| --------------- | ----------- | ----------------------------------- | ----------------------------------- | -------------------------------------- | ------------------------------- | -------------------------------- | --------------------- | ----------------- | -------------------------------------------------------------------------------------------------- | ----------- |
| Alker Imre      | 52 kg       | Rolf Lacour (FRG) · 2.5-2.5         | Sudesh Kumar (IND) · kétvállas      | Boško Marinko (YUG) · 1-3              | Enrique Jiménez (MEX) · 1-3     | Jussi Vesterinen (FIN) · 1-3     |                       |                   | 2. mérkőzés · Vlagyimir Bakulin (URS) · 3-1                                                        | 4.          |
| Varga János     | 57 kg       | Luís Grilo (POR) · kétvállas        | Ivan Kocsergin (URS) · 1-3          | Óthon Moszhídisz (GRE) · 1-3           | Risto Björlin (FIN) · 1-3       | Szakurama Kódzsi (JPN) · 1-3     | Ion Baciu (ROU) · 2-2 | erőnyerő          | Hozott eredmény · Ivan Kocsergin (URS) · 1-3 · Hozott eredmény · Ion Baciu (ROU) · 2-2             |             |
| Rusznyák József | 63 kg       | James Hazewinkel (USA) · 3-1        | Sreten Damjanović (YUG) · kétvállas | kiesett                                | kiesett                         | kiesett                          | kiesett               |                   | kiesett                                                                                            | helyezetlen |
| Steer Antal     | 70 kg       | Sztojan Aposztolov (BUL) · 1-3      | Eliseo Salugta (PHI) · kétvállas    | Eero Tapio (FIN) · 2-2                 | Munemura Munedzsi (JPN) · 3-1   | kiesett                          | kiesett               | kiesett           | kiesett                                                                                            | helyezetlen |
| Bajkó Károly    | 78 kg       | Pentti Salo (FIN) · feladta         | Daniel Alba (MEX) · kétvállas       | Rudolf Vesper (GDR) · 2.5-2.5          | Daniel Robin (FRA) · 3-1        |                                  |                       |                   | Hozott eredmény · Rudolf Vesper (GDR) · 2.5-2.5 · Hozott eredmény · Daniel Robin (FRA) · 3-1       |             |
| Sillai László   | 87 kg       | Czesław Kwieciński (POL) · 3-1      | Petar Krumov (BUL) · 3-1            | kiesett                                | kiesett                         | kiesett                          |                       |                   | kiesett                                                                                            | helyezetlen |
| Kiss Ferenc     | 97 kg       | Jürgen Klinge (GDR) · kizárták      | Heinz Kiehl (FRG) · 1-3             | Nicolae Martinescu (ROU) · kétvállas   | kiesett                         | kiesett                          | kiesett               |                   | kiesett                                                                                            | helyezetlen |
| Kozma István    | +97 kg      | Constantin Buşoiu (ROU) · kétvállas | Iszogai Jorihide (JPN) · kétvállas  | Raymond Uytterhaeghe (FRA) · kétvállas | Stefan Petrov (BUL) · kétvállas | Anatolij Roscsin (URS) · 2.5-2.5 | erőnyerő              |                   | 1. mérkőzés · Petr Kment (TCH) · visszalépett · Hozott eredmény · Anatolij Roscsin (URS) · 2.5-2.5 |             |

Szabadfogású
| Versenyző       | Versenyszám | 1. forduló                       | 2. forduló                          | 3. forduló                       | 4. forduló                                   | 5. forduló        | 6. forduló                               | 7. forduló                   | Döntő                                                                                       | Helyezés    |
| Versenyző       | Versenyszám | Ellenfél Eredmény                | Ellenfél Eredmény                   | Ellenfél Eredmény                | Ellenfél Eredmény                            | Ellenfél Eredmény | Ellenfél Eredmény                        | Ellenfél Eredmény            | Ellenfél Eredmény                                                                           | Helyezés    |
| --------------- | ----------- | -------------------------------- | ----------------------------------- | -------------------------------- | -------------------------------------------- | ----------------- | ---------------------------------------- | ---------------------------- | ------------------------------------------------------------------------------------------- | ----------- |
| Erdős Márton    | 52 kg       | Florentino Martínez (MEX) · 1-3  | Wanelge Castillo (PAN) · 1-3        | Paul Neff (FRG) · 3-1            | Chimedbazaryn Damdinsharav (MGL) · kétvállas | kiesett           | kiesett                                  | kiesett                      | kiesett                                                                                     | helyezetlen |
| Rusznyák József | 63 kg       | Pat Bolger (CAN) · 1-3           | John McCourtney (GBR) · kétvállas   | Enyu Todorov (BUL) · 3.5-0.5     | Ismail Al-Karaghouli (IRQ) · 3-1             | kiesett           | kiesett                                  | kiesett                      | kiesett                                                                                     | helyezetlen |
| Búzás Károly    | 70 kg       | Ivao Horiucsi (JPN) · 3-1        | Aka-Jahan Dastagir (AFG) · kizárták | kiesett                          | kiesett                                      | kiesett           | kiesett                                  |                              | kiesett                                                                                     | helyezetlen |
| Bajkó Károly    | 78 kg       | Anthony Shacklady (GBR) · 1-3    | Ali Mohammad Momeni (IRI) · 3-1     | Martin Heinze (GDR) · 1-3        | Tömöriin Artag (MGL) · 3-1                   | kiesett           |                                          |                              | kiesett                                                                                     | helyezetlen |
| Hollósi Géza    | 87 kg       | Umberto Marcheggiani (ITA) · 1-3 | Balló Ferenc (ROU) · kizárták       | kiesett                          | kiesett                                      | kiesett           | kiesett                                  |                              | kiesett                                                                                     | helyezetlen |
| Csatári József  | 97 kg       | Peter Jutzeler (SUI) · 1-3       | Sota Lomidze (URS) · 3-1            | Edward Millard (CAN) · kétvállas | Khorloogiin Bayanmönkh (MGL) · 1-3           | erőnyerő          | Újra mérkőzés · Sota Lomidze (URS) · 3-1 | Ahmet Ayık (TUR) · kétvállas | Hozott eredmény · Sota Lomidze (URS) · 3-1 · Hozott eredmény · Ahmet Ayık (TUR) · kétvállas |             |
| Nyers László    | +97 kg      | Abolfazl Anvari (IRI) · 3-1      | Larry Kristoff (USA) · 3-1          | kiesett                          | kiesett                                      | kiesett           |                                          |                              | kiesett                                                                                     | helyezetlen |

## Evezés
| Versenyző                                              | Versenyszám              | Előfutam | Előfutam | Vigaszág | Vigaszág | Elődöntő | Elődöntő | Döntő | Döntő   | Döntő | Helyezés |
| Versenyző                                              | Versenyszám              | Idő      | Hely.    | Idő      | Hely.    | Idő      | Hely.    | Típus | Idő     | Hely. | Helyezés |
| ------------------------------------------------------ | ------------------------ | -------- | -------- | -------- | -------- | -------- | -------- | ----- | ------- | ----- | -------- |
| Romvári László Pályi András                            | Kormányos nélküli kettes | 7:33,31  | 3.       | 7:26,39  | 3.       | 7:45,73  | 5.       | B     | 7:26,00 | 3.    | 9.       |
| Melis Zoltán Sarlós György Csermely József Melis Antal | Kormányos nélküli négyes | 6:44,72  | 1.       | erőnyerő | erőnyerő |          |          | A     | 6:41,64 | 2.    |          |

## Kajak-kenu
Férfi
| Versenyző                                               | Versenyszám         | Előfutam | Előfutam | Előfutam | Vigaszág | Vigaszág | Vigaszág | Elődöntő | Elődöntő | Elődöntő | Döntő   | Döntő    |
| Versenyző                                               | Versenyszám         | Idő      | Hely.    | Össz.    | Idő      | Hely.    | Össz.    | Idő      | Hely.    | Össz.    | Idő     | Helyezés |
| ------------------------------------------------------- | ------------------- | -------- | -------- | -------- | -------- | -------- | -------- | -------- | -------- | -------- | ------- | -------- |
| Hesz Mihály                                             | Kajak egyes 1000 m  | 4:04,7   | 3.       | 5.       | erőnyerő | erőnyerő | erőnyerő | 4:04,97  | 3.       | 6.       | 4:02,63 |          |
| Giczy Csaba Timár István                                | Kajak kettes 1000 m | 3:37,9   | 2.       | 2.       | erőnyerő | erőnyerő | erőnyerő | 3:45,77  | 1.       | 4.       | 3:38,44 |          |
| Giczy Csaba Timár István Szöllősi Imre Csizmadia István | Kajak négyes 1000 m | 3:18,6   | 1.       | 2.       | erőnyerő | erőnyerő | erőnyerő | 3:20,03  | 1.       | 3.       | 3:15,10 |          |
| Tatai Tibor                                             | Kenu egyes 1000 m   | 4:25,5   | 2.       | 2.       | erőnyerő | erőnyerő | erőnyerő |          |          |          | 4:36,14 |          |
| Wichmann Tamás Petrikovics Gyula                        | Kenu kettes 1000 m  | 4:04,4   | 2.       | 2.       | erőnyerő | erőnyerő | erőnyerő |          |          |          | 4:08,77 |          |

Női
| Versenyző                     | Versenyszám        | Előfutam | Előfutam | Előfutam | Vigaszág | Vigaszág | Vigaszág | Döntő         | Döntő         |
| Versenyző                     | Versenyszám        | Idő      | Hely.    | Össz.    | Idő      | Hely.    | Össz.    | Idő           | Helyezés      |
| ----------------------------- | ------------------ | -------- | -------- | -------- | -------- | -------- | -------- | ------------- | ------------- |
| Pfeffer Anna                  | Kajak egyes 500 m  | 2:08,6   | 2.       | 2.       | erőnyerő | erőnyerő | erőnyerő | nem ért célba | nem ért célba |
| Pfeffer Anna Rozsnyói Katalin | Kajak kettes 500 m | 2:01,0   | 1.       | 4.       | erőnyerő | erőnyerő | erőnyerő | 1:58,60       |               |

## Kerékpározás

### Országúti kerékpározás
| Versenyző                                            | Versenyszám     | Idő              | Helyezés      |
| ---------------------------------------------------- | --------------- | ---------------- | ------------- |
| Géra Imre                                            | Mezőnyverseny   | 4:45:57 (+4:32)  | 21.           |
| Keserű Ferenc                                        | Mezőnyverseny   | 4:50:30 (+9:05)  | 41.           |
| Magyar Tibor                                         | Mezőnyverseny   | nem ért célba    | nem ért célba |
| Takács András                                        | Mezőnyverseny   | 5:05:21 (+23:56) | 58.           |
| Géra Imre Magyar Tibor Mészáros András Takács András | Csapat időfutam | 2:20:30 (+12:41) | 17.           |

### Pálya-kerékpározás
Sprintverseny
| Versenyző        | Versenyszám  | 1. forduló                                          | 1. forduló | Vigaszág                        | Vigaszág | 2. forduló                                      | 2. forduló | Vigaszág                         | Vigaszág | Nyolcaddöntő           | Nyolcaddöntő | Vigaszág selejtező     | Vigaszág selejtező | Vigaszág döntő       | Vigaszág döntő | Negyeddöntő          | Elődöntő             | Döntő                | Helyezés    |
| Versenyző        | Versenyszám  | Ellenfelek Győztes idő                              | Hely.      | Ellenfél Győztes idő            | Hely.    | Ellenfelek Győztes idő                          | Hely.      | Ellenfél Győztes idő             | Hely.    | Ellenfelek Győztes idő | Hely.        | Ellenfelek Győztes idő | Hely.              | Ellenfél Győztes idő | Hely.          | Ellenfél Győztes idő | Ellenfél Győztes idő | Ellenfél Győztes idő | Helyezés    |
| ---------------- | ------------ | --------------------------------------------------- | ---------- | ------------------------------- | -------- | ----------------------------------------------- | ---------- | -------------------------------- | -------- | ---------------------- | ------------ | ---------------------- | ------------------ | -------------------- | -------------- | -------------------- | -------------------- | -------------------- | ----------- |
| Baranyecz András | Férfi egyéni | Leijn Loevesijn (NED) · Tim Mountford (USA) · 10,92 | 2.         | Kriengsak Worawut (THA) · 11,08 | 1.       | Roger Gibbon (TRI) · Roger Gibbon (DEN) · 10,70 | 3.         | Robert van Lancker (BEL) · 10,99 | 2.       | kiesett                | kiesett      | kiesett                | kiesett            | kiesett              | kiesett        | kiesett              | kiesett              | kiesett              | helyezetlen |

Időfutam
| Versenyző     | Versenyszám  | Idő     | Helyezés |
| ------------- | ------------ | ------- | -------- |
| Lendvai Tibor | Férfi egyéni | 1:06,65 | 17.      |

Tandem
| Versenyző                      | Versenyszám     | 1. forduló                                            | Vigaszág selejtező                                        | Vigaszág selejtező | Vigaszág döntő | Vigaszág döntő | Negyeddöntő          | Elődöntő             | Döntő                | Helyezés |
| Versenyző                      | Versenyszám     | Ellenfél Győztes idő                                  | Ellenfél Győztes idő                                      | Hely.              | Ellenfelek Győztes idő                                                                                               | Hely.          | Ellenfél Győztes idő | Ellenfél Győztes idő | Ellenfél Győztes idő | Helyezés |
| ------------------------------ | --------------- | ----------------------------------------------------- | --------------------------------------------------------- | ------------------ | --- | -------------- | -------------------- | -------------------- | -------------------- | -------- |
| Baranyecz András Lendvai Tibor | Férfi kétüléses | NDK (GDR) · Werner Otto · Hans-Jürgen Geschke · 10,32 | Dánia (DEN) · Per Sarto Jørgensen · Jørgen Jensen · 10,23 | 1.                 | Szovjetunió (URS) · Igor Celovalnyikov · Imants Bodnieks · Ausztrália (AUS) · Gordon Johnson · Hilton Clarke · 10,32 | 2.             | kiesett              | kiesett              | kiesett              | 9.       |

## Labdarúgás
| Magyar labdarúgócsapat-játékoskeret | Magyar labdarúgócsapat-játékoskeret |
| --- | --- |
| - Básti István - Dunai Antal - Dunai Lajos - Fatér Károly - Fazekas László - Juhász István - Keglovich László - Kocsis Lajos - Menczel Iván - Nagy László | - Noskó Ernő - Novák Dezső - Páncsics Miklós - Sárközi István - Szalay Miklós - Szarka Zoltán - Szűcs Lajos - Bicskei Bertalan* - Varga Zoltán* |

* - nem játszott csak nevezve volt

### Eredmények
Csoportkör
C csoport
| Csapat       | M | Gy | D | V | G+ | G– | Gk | P |
| ------------ | - | -- | - | - | -- | -- | -- | - |
| Magyarország | 3 | 2  | 1 | 0 | 8  | 2  | +6 | 5 |
| Izrael       | 3 | 2  | 0 | 1 | 8  | 6  | +2 | 4 |
| Ghána        | 3 | 0  | 2 | 1 | 6  | 8  | –2 | 2 |
| Salvador     | 3 | 0  | 1 | 2 | 2  | 8  | –6 | 1 |

| 1968. október 13. |

| Magyarország (HUN)                            | 4–0               | Salvador |
| --------------------------------------------- | ----------------- | -------- |
| Menczel 19' Dunai 47' Fazekas 51' Sárközi 68' | (1–0) Jegyzőkönyv |          |

| Jalisco stadion, Guadalajara Játékvezető: Diego de Leo (MEX) Asszisztensek: Felipe Buergo (MEX), Javier Galindo (MEX) |

| 1968. október 15. |

| Magyarország (HUN)    | 2–2               | Ghána                  |
| --------------------- | ----------------- | ---------------------- |
| Dunai 15' Menczel 17' | (2–2) Jegyzőkönyv | Sunday 12' Sampene 33' |

| Jalisco stadion, Guadalajara Játékvezető: Marujama Josijuki (JPN) Asszisztensek: Arturo Yamasaki (MEX), Javier Galindo (MEX) |

| 1968. október 17. |

| Magyarország (HUN) | 2–0               | Izrael    |
| ------------------ | ----------------- | --------- |
| Dunai 40' 75'      | (1–0) Jegyzőkönyv | Talbi 58′ |

| Jalisco stadion, Guadalajara Játékvezető: Arturo Yamasaki (MEX) Asszisztensek: Romualdo Arppi Filho (BRA), Alfonso Gonzales Archundia (MEX) |

Negyeddöntő
| 1968. október 20. |

| Magyarország (HUN) | 1–0               | Guatemala |
| ------------------ | ----------------- | --------- |
| Szűcs 69'          | (0–0) Jegyzőkönyv |           |

| Jalisco stadion, Guadalajara Játékvezető: Arturo Yamasaki (MEX) Asszisztensek: Romualdo Arppi Filho (BRA), Alfonso Gonzales Archundia (MEX) |

Elődöntő
| 1968. október 22. |

| Magyarország (HUN)              | 5–0               | Japán |
| ------------------------------- | ----------------- | ----- |
| Szűcs 30' 60' 75' Novák 53' 65' | (1–0) Jegyzőkönyv |       |

| Azteca stadion, Mexikóváros Játékvezető: Romualdo Arppi Filho (BRA) Asszisztensek: Guillermo Velasquez (COL), Erwin Hieger (PER) |

Döntő
| 1968. október 26. |

| Bulgária (BUL)                            | 1–4               | Magyarország                             |
| ----------------------------------------- | ----------------- | ---------------------------------------- |
| Veszelinov 20' 43′ Ivkov 44′ Mihajlov 44′ | (1–2) Jegyzőkönyv | Menczel 41' Dunai 42' 49' Juhász 62' 85′ |

| Azteca stadion, Mexikóváros Nézőszám: 75 000 Játékvezető: Diego de Leo (MEX) Asszisztensek: Arturo Yamasaki (MEX), Alfonso Gonzales Archundia (MEX) |

| Csapat             | Helyezés |
| ------------------ | -------- |
| Magyarország (HUN) |          |

## Ökölvívás
| Versenyző    | Versenyszám  | Selejtező                       | 32-es főtábla                | Nyolcaddöntő                   | Negyeddöntő              | Elődöntő          | Döntő             | Helyezés |
| Versenyző    | Versenyszám  | Ellenfél Eredmény               | Ellenfél Eredmény            | Ellenfél Eredmény              | Ellenfél Eredmény        | Ellenfél Eredmény | Ellenfél Eredmény | Helyezés |
| ------------ | ------------ | ------------------------------- | ---------------------------- | ------------------------------ | ------------------------ | ----------------- | ----------------- | -------- |
| Gedó György  | Papírsúly    |                                 | Joseph Donovan (AUS) · RSC   | kiesett                        | kiesett                  | kiesett           | kiesett           | 17.      |
| Badari Tibor | Légsúly      |                                 | Orlando Martínez (CUB) · 4-1 | Prapan Duangchaoom (THA) · 4-1 | Leo Rwabwogo (UGA) · 2-3 | kiesett           | kiesett           | 5.       |
| Szabó Gyula  | Harmatsúly   | Guillermo Velásquez (CHI) · 3-2 | Sulley Shittu (GHA) · 0-5    | kiesett                        | kiesett                  | kiesett           | kiesett           | 17.      |
| Gula László  | Könnyűsúly   | erőnyerő                        | Valery Belousov (URS) · RSC  | kiesett                        | kiesett                  | kiesett           | kiesett           | 17.      |
| Kajdi János  | Kisváltósúly | erőnyerő                        | Jerzy Kulej (POL) · 2-3      | kiesett                        | kiesett                  | kiesett           | kiesett           | 17.      |
| Gáli István  | Váltósúly    | erőnyerő                        | Yvon Mariolle (FRA) · RSC    | Victor Zilberman (ROU) · 0-5   | kiesett                  | kiesett           | kiesett           | 9.       |

## Öttusa
| Versenyző                              | Versenyszám | Lovaglás | Lovaglás | Lovaglás | Vívás    | Vívás | Vívás | Lövészet | Lövészet | Lövészet | Úszás  | Úszás | Úszás | Futás   | Futás | Futás | Összesen    | Összesen |
| Versenyző                              | Versenyszám | Idő      | Pont     | Hely.    | Eredmény | Pont  | Hely. | Pontszám | Pont     | Hely.    | Idő    | Pont  | Hely. | Idő     | Pont  | Hely. | Összes pont | Helyezés |
| -------------------------------------- | ----------- | -------- | -------- | -------- | -------- | ----- | ----- | -------- | -------- | -------- | ------ | ----- | ----- | ------- | ----- | ----- | ----------- | -------- |
| Balczó András                          | Egyéni      | 3:33     | 1010     | 22.      | 30–17    | 931   | 6.    | 191      | 934      | 11.      | 3:45,1 | 1054  | 5.    | 14:07,2 | 1024  | 2.    | 4953        |          |
| Móna István                            | Egyéni      | 3:28     | 1010     | 20.      | 35–12    | 1046  | 1.    | 188      | 868      | 23.      | 4:03,8 | 943   | 24.   | 15:06,9 | 847   | 22.   | 4714        | 7.       |
| Török Ferenc                           | Egyéni      | 3:22     | 920      | 35.      | 35–12    | 1046  | 1.    | 190      | 912      | 18.      | 4:14,1 | 880   | 39.   | 15:24,3 | 793   | 28.   | 4551        | 12.      |
| Balczó András Móna István Török Ferenc | Csapat      |          | 2940     | 6.       |          | 3130  | 1.    |          | 2714     | 1.       |        | 2877  | 6.    |         | 2664  | 4.    | 14325       |          |

## Sportlövészet
Nyílt
| Versenyző        | Versenyszám                    | Pont | Helyezés |
| ---------------- | ------------------------------ | ---- | -------- |
| Dobsa Aladár     | Gyorstüzelő pisztoly           | 586  | 14.      |
| Kun Szilárd      | Gyorstüzelő pisztoly           | 583  | 20.      |
| Mucza László     | Szabadpisztoly                 | 545  | 25.      |
| Hammerl László   | Sportpuska, fekvő              | 598  |          |
| Hammerl László   | Sportpuska, összetett          | 1146 | 13.      |
| Petrovácz Ferenc | Sportpuska, összetett          | 1132 | 35.      |
| Petrovácz Ferenc | Szabadpuska, összetett (300 m) | 1126 | 16.      |
| Papp Lajos       | Szabadpuska, összetett (300 m) | 1135 | 10.      |
| Papp Lajos       | Sportpuska, fekvő              | 588  | 46.      |

## Súlyemelés
| Versenyző        | Versenyszám | Nyomás                   | Nyomás                   | Szakítás | Szakítás | Lökés    | Lökés    | Összesen | Helyezés |
| Versenyző        | Versenyszám | Eredmény                 | Helyezés                 | Eredmény | Helyezés | Eredmény | Helyezés | Összesen | Helyezés |
| ---------------- | ----------- | ------------------------ | ------------------------ | -------- | -------- | -------- | -------- | -------- | -------- |
| Földi Imre       | 56 kg       | 122,5                    | 1.                       | 105,0    | 3.       | 140,0    | 2.       | 367,5    |          |
| Benedek János    | 60 kg       | 115,0                    | 8.                       | 105,0    | 12.      | 135,0    | 10.      | 355,0    | 10.      |
| Bagócs János     | 67,5 kg     | 132,5                    | 4.                       | 122,5    | 6.       | 157,5    | 6.       | 412,5    | 6.       |
| Bakos Károly     | 75 kg       | 137,5                    | 8.                       | 132,5    | 3.       | 170,0    | 3.       | 440,0    |          |
| Veres Győző      | 82,5 kg     | 150,0                    | 3.                       | 140,0    | 4.       | 182,5    | 3.       | 472,5    | 4.       |
| Nemessányi Árpád | 90 kg       | 150,0                    | 9.                       | 145,0    | 4.       | 187,5    | 3.       | 482,5    | 6.       |
| Tóth Géza        | 90 kg       | érvényes kísérlet nélkül | érvényes kísérlet nélkül | kiesett  | kiesett  | kiesett  | kiesett  | kiesett  | kiesett  |

## Torna
Férfi
| Versenyző                                                                         | Versenyszám      | Selejtező | Selejtező | Döntő    | Döntő    |
| Versenyző                                                                         | Versenyszám      | Pontszám  | Helyezés  | Pontszám | Helyezés |
| --------------------------------------------------------------------------------- | ---------------- | --------- | --------- | -------- | -------- |
| Aranyos István                                                                    | Talaj            | 17,05     | 88.       | kiesett  | kiesett  |
| Aranyos István                                                                    | Ugrás            | 18,25     | 43.       | kiesett  | kiesett  |
| Aranyos István                                                                    | Korlát           | 18,45     | 51.       | kiesett  | kiesett  |
| Aranyos István                                                                    | Nyújtó           | 18,20     | 61.       | kiesett  | kiesett  |
| Aranyos István                                                                    | Gyűrű            | 17,70     | 61.       | kiesett  | kiesett  |
| Aranyos István                                                                    | Lólengés         | 17,35     | 67.       | kiesett  | kiesett  |
| Aranyos István                                                                    | Egyéni összetett |           |           | 107,00   | 66.      |
| Bordán Dezső                                                                      | Talaj            | 16,70     | 95.       | kiesett  | kiesett  |
| Bordán Dezső                                                                      | Ugrás            | 17,90     | 75.       | kiesett  | kiesett  |
| Bordán Dezső                                                                      | Korlát           | 18,80     | 31.       | kiesett  | kiesett  |
| Bordán Dezső                                                                      | Nyújtó           | 18,45     | 46.       | kiesett  | kiesett  |
| Bordán Dezső                                                                      | Gyűrű            | 15,75     | 104.      | kiesett  | kiesett  |
| Bordán Dezső                                                                      | Lólengés         | 17,45     | 65.       | kiesett  | kiesett  |
| Bordán Dezső                                                                      | Egyéni összetett |           |           | 105,05   | 81.      |
| Herczeg Béla                                                                      | Talaj            | 17,20     | 86.       | kiesett  | kiesett  |
| Herczeg Béla                                                                      | Ugrás            | 17,85     | 78.       | kiesett  | kiesett  |
| Herczeg Béla                                                                      | Korlát           | 18,55     | 45.       | kiesett  | kiesett  |
| Herczeg Béla                                                                      | Nyújtó           | 18,55     | 41.       | kiesett  | kiesett  |
| Herczeg Béla                                                                      | Gyűrű            | 16,05     | 101.      | kiesett  | kiesett  |
| Herczeg Béla                                                                      | Lólengés         | 16,35     | 97.       | kiesett  | kiesett  |
| Herczeg Béla                                                                      | Egyéni összetett |           |           | 104,55   | 88.      |
| Kiss Sándor                                                                       | Talaj            | 17,80     | 61.       | kiesett  | kiesett  |
| Kiss Sándor                                                                       | Ugrás            | 18,20     | 49.       | kiesett  | kiesett  |
| Kiss Sándor                                                                       | Korlát           | 18,75     | 33.       | kiesett  | kiesett  |
| Kiss Sándor                                                                       | Nyújtó           | 17,70     | 85.       | kiesett  | kiesett  |
| Kiss Sándor                                                                       | Gyűrű            | 15,85     | 103.      | kiesett  | kiesett  |
| Kiss Sándor                                                                       | Lólengés         | 17,30     | 71.       | kiesett  | kiesett  |
| Kiss Sándor                                                                       | Egyéni összetett |           |           | 105,60   | 77.*     |
| Mentsik Konrád                                                                    | Talaj            | 16,80     | 92.       | kiesett  | kiesett  |
| Mentsik Konrád                                                                    | Ugrás            | 17,05     | 106.      | kiesett  | kiesett  |
| Mentsik Konrád                                                                    | Korlát           | 18,85     | 26.       | kiesett  | kiesett  |
| Mentsik Konrád                                                                    | Nyújtó           | 18,80     | 25.       | kiesett  | kiesett  |
| Mentsik Konrád                                                                    | Gyűrű            | 17,10     | 84.       | kiesett  | kiesett  |
| Mentsik Konrád                                                                    | Lólengés         | 16,10     | 99.       | kiesett  | kiesett  |
| Mentsik Konrád                                                                    | Egyéni összetett |           |           | 104,70   | 87.      |
| Tihanyi Endre                                                                     | Talaj            | 18,10     | 44.       | kiesett  | kiesett  |
| Tihanyi Endre                                                                     | Ugrás            | 18,20     | 49.       | kiesett  | kiesett  |
| Tihanyi Endre                                                                     | Korlát           | 18,15     | 67.       | kiesett  | kiesett  |
| Tihanyi Endre                                                                     | Nyújtó           | 17,95     | 71.       | kiesett  | kiesett  |
| Tihanyi Endre                                                                     | Gyűrű            | 18,00     | 47.       | kiesett  | kiesett  |
| Tihanyi Endre                                                                     | Lólengés         | 17,20     | 76.       | kiesett  | kiesett  |
| Tihanyi Endre                                                                     | Egyéni összetett |           |           | 107,60   | 61.      |
| Aranyos István Bordán Dezső Herczeg Béla Kiss Sándor Mentsik Konrád Tihanyi Endre | Csapat összetett |           |           | 535,25   | 13.      |

Női
| Versenyző                                                                        | Versenyszám      | Selejtező | Selejtező | Döntő    | Döntő    |
| Versenyző                                                                        | Versenyszám      | Pontszám  | Helyezés  | Pontszám | Helyezés |
| -------------------------------------------------------------------------------- | ---------------- | --------- | --------- | -------- | -------- |
| Békési Ilona                                                                     | Talaj            | 18,15     | 38.       | kiesett  | kiesett  |
| Békési Ilona                                                                     | Ugrás            | 18,10     | 42.       | kiesett  | kiesett  |
| Békési Ilona                                                                     | Felemás korlát   | 17,35     | 61.       | kiesett  | kiesett  |
| Békési Ilona                                                                     | Gerenda          | 18,25     | 32.       | kiesett  | kiesett  |
| Békési Ilona                                                                     | Egyéni összetett |           |           | 71,85    | 38.      |
| Bánfai Ágnes                                                                     | Talaj            | 18,75     | 20.       | kiesett  | kiesett  |
| Bánfai Ágnes                                                                     | Ugrás            | 18,70     | 24.       | kiesett  | kiesett  |
| Bánfai Ágnes                                                                     | Felemás korlát   | 18,80     | 17.       | kiesett  | kiesett  |
| Bánfai Ágnes                                                                     | Gerenda          | 18,85     | 10.       | kiesett  | kiesett  |
| Bánfai Ágnes                                                                     | Egyéni összetett |           |           | 75,10    | 14.      |
| Ducza Anikó                                                                      | Talaj            | 18,95     | 12.       | kiesett  | kiesett  |
| Ducza Anikó                                                                      | Ugrás            | 18,85     | 20.       | kiesett  | kiesett  |
| Ducza Anikó                                                                      | Felemás korlát   | 18,30     | 29.       | kiesett  | kiesett  |
| Ducza Anikó                                                                      | Gerenda          | 18,70     | 18.       | kiesett  | kiesett  |
| Ducza Anikó                                                                      | Egyéni összetett |           |           | 74,80    | 19.**    |
| Makray Katalin                                                                   | Talaj            | 18,25     | 33.       | kiesett  | kiesett  |
| Makray Katalin                                                                   | Ugrás            | 18,65     | 27.       | kiesett  | kiesett  |
| Makray Katalin                                                                   | Felemás korlát   | 18,90     | 12.       | kiesett  | kiesett  |
| Makray Katalin                                                                   | Gerenda          | 18,35     | 29.       | kiesett  | kiesett  |
| Makray Katalin                                                                   | Egyéni összetett |           |           | 74,15    | 26.      |
| Müller Katalin                                                                   | Talaj            | 18,55     | 26.       | kiesett  | kiesett  |
| Müller Katalin                                                                   | Ugrás            | 18,20     | 39.       | kiesett  | kiesett  |
| Müller Katalin                                                                   | Felemás korlát   | 17,60     | 52.       | kiesett  | kiesett  |
| Müller Katalin                                                                   | Gerenda          | 17,80     | 41.       | kiesett  | kiesett  |
| Müller Katalin                                                                   | Egyéni összetett |           |           | 72,15    | 37.      |
| Tolnai Márta                                                                     | Talaj            | 18,25     | 33.       | kiesett  | kiesett  |
| Tolnai Márta                                                                     | Ugrás            | 18,40     | 31.       | kiesett  | kiesett  |
| Tolnai Márta                                                                     | Felemás korlát   | 17,50     | 55.       | kiesett  | kiesett  |
| Tolnai Márta                                                                     | Gerenda          | 18,30     | 30.       | kiesett  | kiesett  |
| Tolnai Márta                                                                     | Egyéni összetett |           |           | 72,45    | 35.*     |
| Békési Ilona Bánfai Ágnes Ducza Anikó Makray Katalin Müller Katalin Tolnai Márta | Csapat összetett |           |           | 369,80   | 5.       |

* - egy másik versenyzővel azonos eredményt ért el

** - két másik versenyzővel azonos eredményt ért el

## Úszás
Férfi
| Versenyző                                                 | Versenyszám            | Előfutam | Előfutam | Előfutam | Elődöntő | Elődöntő | Elődöntő | Döntő   | Döntő    |
| Versenyző                                                 | Versenyszám            | Idő      | Hely.    | Össz.    | Idő      | Hely.    | Össz.    | Idő     | Helyezés |
| --------------------------------------------------------- | ---------------------- | -------- | -------- | -------- | -------- | -------- | -------- | ------- | -------- |
| Csatlós Csaba                                             | 100 m gyors            | 56,6     | 4.       | 36.      | kiesett  | kiesett  | kiesett  | kiesett | kiesett  |
| Csatlós Csaba                                             | 200 m gyors            | 2:10,0   | 5.       | 43.*     |          |          |          | kiesett | kiesett  |
| Csatlós Csaba                                             | 400 m gyors            | 4:47,6   | 6.       | 30.*     |          |          |          | kiesett | kiesett  |
| Borlói Mátyás                                             | 400 m gyors            | 4:35,4   | 4.       | 27.      |          |          |          | kiesett | kiesett  |
| Borlói Mátyás                                             | 200 m hát              | 2:17,9   | 2.       | 11.      |          |          |          | kiesett | kiesett  |
| Borlói Mátyás                                             | 200 m gyors            | 2:06,5   | 4.       | 34.      |          |          |          | kiesett | kiesett  |
| Kucsera Gábor                                             | 200 m gyors            | 2:12,8   | 6.       | 49.      |          |          |          | kiesett | kiesett  |
| Kucsera Gábor                                             | 100 m gyors            | 55,1     | 3.       | 12.*     | 55,0     | 6.       | 14.      | kiesett | kiesett  |
| Cseh László                                               | 100 m hát              | 1:04,6   | 3.       | 22.**    | kiesett  | kiesett  | kiesett  | kiesett | kiesett  |
| Szabó Sándor                                              | 100 m mell             | 1:11,3   | 5.       | 24.      | 1:11,1   | 8.       | 20.      | kiesett | kiesett  |
| Szentirmay István                                         | 100 m pillangó         | 1:01,0   | 5.       | 29.      | kiesett  | kiesett  | kiesett  | kiesett | kiesett  |
| Szentirmay István                                         | 200 m vegyes           | 2:21,0   | 2.       | 17.      |          |          |          | kiesett | kiesett  |
| Lázár Péter                                               | 200 m vegyes           | 2:17,1   | 2.       | 6.       |          |          |          | 2:18,3  | 8.       |
| Lázár Péter                                               | 400 m vegyes           | 5:10,6   | 4.       | 16.      |          |          |          | kiesett | kiesett  |
| Lázár Péter Szentirmay István Csatlós Csaba Kucsera Gábor | 4 × 100 m gyorsváltó   | 3:42,4   | 5.       | 9.       |          |          |          | kiesett | kiesett  |
| Cseh László Szabó Sándor Szentirmay István Kucsera Gábor  | 4 × 100 m vegyes váltó | 4:08,8   | 5.       | 11.      |          |          |          | kiesett | kiesett  |

Női
| Versenyző                                                | Versenyszám            | Előfutam | Előfutam | Előfutam | Elődöntő | Elődöntő | Elődöntő | Döntő   | Döntő    |
| Versenyző                                                | Versenyszám            | Idő      | Hely.    | Össz.    | Idő      | Hely.    | Össz.    | Idő     | Helyezés |
| -------------------------------------------------------- | ---------------------- | -------- | -------- | -------- | -------- | -------- | -------- | ------- | -------- |
| Kovács Edit                                              | 100 m gyors            | 1:03,7   | 3.       | 20.      | 1:03,5   | 7.       | 20.*     | kiesett | kiesett  |
| Patóh Magdolna                                           | 100 m gyors            | 1:03,8   | 4.       | 21.***   | 1:03,8   | 8.       | 22.      | kiesett | kiesett  |
| Turóczy Judit                                            | 100 m gyors            | 1:02,1   | 1.       | 7.       | 1:01,8   | 3.       | 6.       | 1:01,6  | 8.       |
| Turóczy Judit                                            | 200 m vegyes           | 2:38,8   | 2.       | 13.      |          |          |          | kiesett | kiesett  |
| Egerváry Márta                                           | 200 m vegyes           | 2:40,7   | 3.       | 17.      |          |          |          | kiesett | kiesett  |
| Egerváry Márta                                           | 100 m mell             | 1:22,6   | 5.       | 23.**    | kiesett  | kiesett  | kiesett  | kiesett | kiesett  |
| Gyarmati Andrea                                          | 100 m pillangó         | 1:07,4   | 2.       | 4.       | 1:06,6   | 3.       | 5.       | 1:06,8  | 5.       |
| Gyarmati Andrea                                          | 100 m hát              | 1:11,3   | 3.       | 13.*     | 1:09,9   | 5.       | 7.       | 1:09,1  | 5.       |
| Baranyi Judit                                            | 100 m hát              | 1:16,0   | 7.       | 35.      | kiesett  | kiesett  | kiesett  | kiesett | kiesett  |
| Balla Mária                                              | 100 m hát              | 1:11,9   | 3.       | 20.      | kiesett  | kiesett  | kiesett  | kiesett | kiesett  |
| Kovács Edit Patóh Magdolna Gyarmati Andrea Turóczy Judit | 4 × 100 m gyorsváltó   | 4:13,6   | 2.       | 4.       |          |          |          | 4:11,0  | 5.       |
| Balla Mária Kovács Edit Gyarmati Andrea Turóczy Judit    | 4 × 100 m vegyes váltó | 4:41,2   | 4.       | 8.       |          |          |          | 4:42,9  | 8.       |

* - egy másik versenyzővel/váltóval azonos időt ért el

** - két másik versenyzővel azonos időt ért el

*** - három másik versenyzővel azonos időt ért el

## Vitorlázás
Nyílt
| Versenyző                   | Versenyszám     | Futam | Futam  | Futam | Futam | Futam | Futam | Futam  | Pontszám | Helyezés |
| Versenyző                   | Versenyszám     | 1     | 2      | 3     | 4     | 5     | 6     | 7      | Pontszám | Helyezés |
| --------------------------- | --------------- | ----- | ------ | ----- | ----- | ----- | ----- | ------ | -------- | -------- |
| Farkas László Tolnay Kálmán | Csillaghajó     | 23,0  | 22,0   | 13,0  | 10,0  | 23,0  | 5,7   | (26,0) | 96,7     | 13.      |
| Gömöry Pál Izsák Szabolcs   | Repülő hollandi | 14,0  | (35,0) | 27,0  | 17,0  | 29,0  | 31,0  | 28,0   | 146,0    | 21.      |

## Vívás
Férfi
| Versenyző                                                          | Versenyszám       | Csoportkör | Csoportkör | Csoportkör | Csoportkör | Nyolcaddöntő                  | Negyeddöntő                 | Elődöntő                                          | Vigaszág a döntőért          | Vigaszág a döntőért            | Vigaszág a döntőért             | Vigaszág a döntőért         | Vigaszág a döntőért           | Döntő | Helyezés    |
| Versenyző                                                          | Versenyszám       | 1. kör | 1. kör     | 2. kör | 2. kör     | Nyolcaddöntő                  | Negyeddöntő                 | Elődöntő                                          | 1. kör                       | 2. kör                         | 3. kör                          | 4. kör                      | 5. kör                        | Döntő | Helyezés    |
| Versenyző                                                          | Versenyszám       | Ellenfél Eredmény | Hely.      | Ellenfél Eredmény | Hely.      | Ellenfél Eredmény             | Ellenfél Eredmény           | Ellenfél Eredmény                                 | Ellenfél Eredmény            | Ellenfél Eredmény              | Ellenfél Eredmény               | Ellenfél Eredmény           | Ellenfél Eredmény             | Ellenfél Eredmény | Helyezés    |
| ------------------------------------------------------------------ | ----------------- | --- | ---------- | --- | ---------- | ----------------------------- | --------------------------- | ------------------------------------------------- | ---------------------------- | ------------------------------ | ------------------------------- | --------------------------- | ----------------------------- | --- | ----------- |
| Kamuti Jenő                                                        | Tőr, egyéni       | B. csoport · Lawrence Anastasi (USA) · V · Simizu Fudzsio (JPN) · GY · Dagoberto Borges (CUB) · GY · Michael Ryan (IRL) · GY                                                                   | 2.         | G. csoport · Simizu Fudzsio (JPN) · V · Guillermo Saucedo (ARG) · V · Tănase Mureșanu (ROU) · GY · Jeffrey Checkes (USA) · V · Florent Bessemans (BEL) · GY         | 4.         | Roland Losert (AUT) · V       | Vigaszág                    | Vigaszág                                          | Nicola Granieri (ITA) · GY   | Roland Losert (AUT) · GY       | Ryszard Parulski (POL) · GY     | Viktor Putyatyin (URS) · GY | German Szvesnyikov (URS) · GY | Ion Drîmbă (ROU) · V · Daniel Revenu (FRA) · V · Christian Noël (FRA) · V · Jean-Claude Magnan (FRA) · GY · Mihai Ţiu (ROU) · GY · Rájátszás: · Daniel Revenu (FRA) · GY                                                                             |             |
| Kamuti László                                                      | Tőr, egyéni       | F. csoport · Nicola Granieri (ITA) · GY · Michel Constandt (BEL) · GY · Héctor Abaunza (MEX) · GY · John Bouchier-Hayes (IRL) · GY · Félix Piñero (VEN) · GY                                   | 1.         | F. csoport · German Szvesnyikov (URS) · V · Héctor Abaunza (MEX) · V · Adam Lisewski (POL) · V · Udo Birnbaum (AUT) · V · Gerry Wiedel (CAN) · GY                   | 5.         | kiesett                       | kiesett                     | kiesett                                           | kiesett                      | kiesett                        | kiesett                         | kiesett                     | kiesett                       | kiesett | helyezetlen |
| Szabó Sándor                                                       | Tőr, egyéni       | G. csoport · Guillermo Saucedo (ARG) · V · Friedrich Wessel (FRG) · GY · Román Gómez (MEX) · GY · Fionbarr Farrell (IRL) · GY                                                                  | 2.         | B. csoport · Arcangelo Pinelli (ITA) · V · Bill Hoskyns (GBR) · V · Friedrich Wessel (FRG) · GY · Lawrence Anastasi (USA) · V · Graeme Jennings (AUS) · GY          | 4.         | Mihai Ţiu (ROU) · V           | Vigaszág                    | Vigaszág                                          | Guillermo Saucedo (ARG) · GY | Pasquale La Ragione (ITA) · GY | Ókava Heizaburó (JPN) · V       | kiesett                     | kiesett                       | kiesett | 13.         |
| Fenyvesi Csaba                                                     | Párbajtőr, egyéni | D. csoport · Gianfranco Paolucci (ITA) · GY · Valeriano Pérez (MEX) · GY · Haukler István (ROU) · GY · Russell Hobby (AUS) · GY · Francisco da Silva (POR) · GY · José Miguel Pérez (PUR) · GY | 1.         | D. csoport · Viktor Modzolevszkij (URS) · GY · Haukler István (ROU) · V · Bohdan Andrzejewski (POL) · GY · Rudolf Trost (AUT) · GY · Gustavo Oliveros (CUB) · GY    | 2.         | Peter Bakonyi (CAN) · GY      | Herbert Polzhuber (AUT) · V | Vigaszág                                          | Vigaszág                     | Peter Bakonyi (CAN) · GY       | Franz Rompza (FRG) · GY         | Herbert Polzhuber (AUT) · V | kiesett                       | kiesett | 9.          |
| Kulcsár Győző                                                      | Párbajtőr, egyéni | G. csoport · Hans-Peter Schulze (GDR) · GY · Henryk Nielaba (POL) · GY · Stephen Netburn (USA) · GY · João de Abreu (POR) · GY · Alberto Balestrini (ARG) · GY                                 | 1.         | G. csoport · Ernesto Fernández (MEX) · GY · Florent Bessemans (BEL) · GY · Fritz Zimmermann (FRG) · GY · Claudio Francesconi (ITA) · GY · David Micahnik (USA) · GY | 1.         | Florent Bessemans (BEL) · GY  | Ralph Johnson (GBR) · GY    | Jacques Ladègaillerie (FRA) · GY                  | Döntő                        | Döntő                          | Döntő                           | Döntő                       | Döntő                         | Hrihorij Krissz (URS) · V · Gianluigi Saccaro (ITA) · GY · Viktor Modzolevszkij (URS) · GY · Herbert Polzhuber (AUT) · GY · Jean-Pierre Allemand (FRA) · GY · Rájátszás: Az 1-3. helyért · Hrihorij Krissz (URS) · GY · Gianluigi Saccaro (ITA) · GY |             |
| Nemere Zoltán                                                      | Párbajtőr, egyéni | J. csoport · Lars-Erik Larsson (SWE) · V · Gustavo Oliveros (CUB) · GY · Colm O'Brien (IRL) · GY · Claude Bourquard (FRA) · GY · Félix Piñero (VEN) · GY                                       | 1.         | F. csoport · Stephen Netburn (USA) · V · Jacques Ladègaillerie (FRA) · GY · Ralph Johnson (GBR) · GY · Carlos Calderón (MEX) · GY · Omar Vergara (ARG) · GY         | 1.         | Alexandre Bretholz (SUI) · GY | Henryk Nielaba (POL) · V    | Vigaszág                                          | Vigaszág                     | Orvar Lindwall (SWE) · GY      | Alekszej Nyikancsikov (URS) · V | kiesett                     | kiesett                       | kiesett | 13.         |
| Bakonyi Péter                                                      | Kard, egyéni      | F. csoport · Emil Ochyra (POL) · V · Rolando Rigoli (ITA) · GY · Yves Brasseur (BEL) · GY · Manuel Ortíz (CUB) · GY · John Bouchier-Hayes (IRL) · GY                                           | 1.         | D. csoport · Alfonso Morales (USA) · GY · Umjar Mavlihanov (URS) · V · Józef Nowara (POL) · GY · Walter Köstner (FRG) · GY · Alexander Leckie (GBR) · GY            | 1.         |                               | Rolando Rigoli (ITA) · V    | Vigaszág                                          | Vigaszág                     | Claude Arabo (FRA) · V         | kiesett                         |                             |                               | kiesett | 13.         |
| Kovács Tamás                                                       | Kard, egyéni      | E. csoport · Vlagyimir Nazlimov (URS) · V · Rodney Craig (GBR) · GY · Anthony Keane (USA) · GY · Volker Duschner (FRG) · GY · Gustavo Chapela (MEX) · V · Fionbarr Farrell (IRL) · GY          | 2.         | A. csoport · Jerzy Pawłowski (POL) · V · Wladimiro Calarese (ITA) · GY · Serge Panizza (FRA) · GY · Alex Orban (USA) · V · Rodney Craig (GBR) · GY                  | 3.         |                               | Jerzy Pawłowski (POL) · V   | Vigaszág                                          | Cesare Salvadori (ITA) · GY  | Umjar Mavlihanov (URS) · V     | kiesett                         |                             |                               | kiesett | 9.          |
| Pézsa Tibor                                                        | Kard, egyéni      | C. csoport · Claude Arabo (FRA) · V · Paul Wischeidt (FRG) · GY · Józef Nowara (POL) · GY · John Andru (CAN) · GY · Jan Boutmy (AHO) · GY · Juan Carlos Frecia (ARG) · GY                      | 2.         | B. csoport · Mark Rakita (URS) · GY · Marcel Parent (FRA) · GY · Rolando Rigoli (ITA) · V · Emil Ochyra (POL) · GY · Vicente Calderón (MEX) · GY                    | 1.         |                               | Paul Wischeidt (FRG) · GY   | Mark Rakita (URS) · GY                            | Döntő                        | Döntő                          | Döntő                           |                             |                               | Jerzy Pawłowski (POL) · GY · Mark Rakita (URS) · V · Vlagyimir Nazlimov (URS) · V · Rolando Rigoli (ITA) · GY · Józef Nowara (POL) · GY |             |
| Füredi Gábor Kamuti Jenő Kamuti László May Attila Szabó Sándor     | Tőr, csapat       | 4. csoport · Argentína (ARG) · 14-2 · Venezuela (VEN) · 15-1 · Lengyelország (POL) · 4-9 | 2.         | |            |                               | Kuba (CUB) · 9-2            | Szovjetunió (URS) · 4-9 · Olaszország (ITA) · 9-4 |                              |                                |                                 |                             |                               | Az 5. helyért · NSZK (FRG) · 9-4 | 5.          |
| B. Nagy Pál Fenyvesi Csaba Kulcsár Győző Nemere Zoltán Schmitt Pál | Párbajtőr, csapat | 2. csoport · Ausztrália (AUS) · 14-2 · Mexikó (MEX) · 11-4 · Ausztria (AUT) · 8-3 | 1.         | |            |                               |                             | NDK (GDR) · 9-3 · Lengyelország (POL) · 9-5       |                              |                                |                                 |                             |                               | Szovjetunió (URS) · 7-4 |             |
| Bakonyi Péter Kalmár János Kovács Tamás Meszéna Miklós Pézsa Tibor | Kard, csapat      | 2. csoport · Írország (IRL) · 16-0 · NSZK (FRG) · 13-3 | 1.         | |            |                               |                             | NSZK (FRG) · 9-4 · Olaszország (ITA) · 6-9        |                              |                                |                                 |                             |                               | Bronzmérkőzés · Franciaország (FRA) · 9-5 |             |

Női
| Versenyző                                                          | Versenyszám | Csoportkör | Csoportkör | Csoportkör | Csoportkör | Negyeddöntő                       | Elődöntő                      | Vigaszág a döntőért             | Vigaszág a döntőért               | Vigaszág a döntőért     | Döntő | Helyezés    |
| Versenyző                                                          | Versenyszám | 1. kör | 1. kör     | 2. kör | 2. kör     | Negyeddöntő                       | Elődöntő                      | 1. kör                          | 2. kör                            | 3. kör                  | Döntő | Helyezés    |
| Versenyző                                                          | Versenyszám | Ellenfél Eredmény | Hely.      | Ellenfél Eredmény | Hely.      | Ellenfél Eredmény                 | Ellenfél Eredmény             | Ellenfél Eredmény               | Ellenfél Eredmény                 | Ellenfél Eredmény       | Ellenfél Eredmény | Helyezés    |
| ------------------------------------------------------------------ | ----------- | --- | ---------- | --- | ---------- | --------------------------------- | ----------------------------- | ------------------------------- | --------------------------------- | ----------------------- | --- | ----------- |
| Bóbis Ildikó                                                       | Tőr, egyéni | C. csoport · Kerstin Palm (SWE) · V · Harriet King (USA) · GY · Drimba-Gyulai Ilona (ROU) · V · Monika Pulch (FRG) · V · Lourdes Roldán (MEX) · GY                                              | 5.         | kiesett | kiesett    | kiesett                           | kiesett                       | kiesett                         | kiesett                           | kiesett                 | kiesett | helyezetlen |
| Dömölky Lídia                                                      | Tőr, egyéni | B. csoport · Antonella Ragno-Lonzi (ITA) · V · Marie-Chantal Demaille (FRA) · GY · Janet Wardell-Yerburgh (GBR) · GY · Kamilla Składanowska (POL) · GY · Ivonne Witteveen (AHO) · V             | 2.         | D. csoport · Jelena Novikova (URS) · GY · Stahl Jencsik Katalin (ROU) · V · Heidi Schmid (FRG) · GY · Janet Wardell-Yerburgh (GBR) · GY · Milady Tack-Fang (CUB) · V | 3.         | Pilar Roldán (MEX) · V            | Vigaszág                      | Stahl Jencsik Katalin (ROU) · V | kiesett                           | kiesett                 | kiesett | 13.         |
| Rejtő Ildikó                                                       | Tőr, egyéni | F. csoport · Brigitte Gapais-Dumont (FRA) · V · Giovanna Masciotta (ITA) · GY · Sigrid Chatel (CAN) · GY · Margarita Rodríguez (CUB) · GY · Halina Balon (POL) · GY · Veronica Smith (USA) · GY | 1.         | C. csoport · Kerstin Palm (SWE) · GY · Bruna Colombetti (ITA) · GY · Marie-Chantal Demaille (FRA) · GY · Sigrid Chatel (CAN) · GY · Monika Pulch (FRG) · GY          | 1.         | Marie-Chantal Demaille (FRA) · GY | Galina Gorohova (URS) · V     | Vigaszág                        | Marie-Chantal Demaille (FRA) · GY | Heidi Schmid (FRG) · GY | Jelena Novikova (URS) · V · Pilar Roldán (MEX) · GY · Brigitte Gapais-Dumont (FRA) · V · Kerstin Palm (SWE) · GY · Galina Gorohova (URS) · GY |             |
| Bóbis Ildikó Dömölky Lídia Gulácsy Mária Marosi Paula Rejtő Ildikó | Tőr, csapat | 2. csoport · Egyesült Államok (USA) · 13-3 · Olaszország (ITA) · 9-7 | 1.         | |            | NSZK (FRG) · 9-3                  | Románia (ROU) · 8 (52)-8 (49) |                                 |                                   |                         | Szovjetunió (URS) · 3-9 |             |

## Vízilabda
| Magyar férfi vízilabdacsapat-játékoskeret                                                      | Magyar férfi vízilabdacsapat-játékoskeret                                            |
| ---------------------------------------------------------------------------------------------- | ------------------------------------------------------------------------------------ |
| - Bodnár András - Dömötör Zoltán - Felkai László - Konrád Ferenc - Konrád János - Mayer Mihály | - Molnár Endre - Pócsik Dénes - Sárosi László - Steinmetz János - ifj. Szívós István |

### Eredmények
Csoportkör
A csoport
| Csapat                 | M | Gy | D | V | G+ | G– | Gk  | P  |
| ---------------------- | - | -- | - | - | -- | -- | --- | -- |
| Magyarország (HUN)     | 6 | 6  | 0 | 0 | 39 | 14 | +25 | 12 |
| Szovjetunió (URS)      | 6 | 5  | 0 | 1 | 43 | 18 | +25 | 10 |
| Egyesült Államok (USA) | 6 | 3  | 1 | 2 | 37 | 36 | +1  | 7  |
| Kuba (CUB)             | 6 | 3  | 1 | 2 | 31 | 35 | –4  | 7  |
| NSZK (FRG)             | 6 | 2  | 0 | 4 | 33 | 34 | –1  | 4  |
| Spanyolország (ESP)    | 6 | 0  | 1 | 5 | 20 | 37 | –17 | 1  |
| Brazília (BRA)         | 6 | 0  | 1 | 5 | 22 | 51 | –29 | 1  |

| 1968. október 16. 10:00 | Magyarország (HUN)   | 6 – 4 | NSZK (FRG) |  |
| 1968. október 16. 10:00 | (1–1, 3–2, 0–0, 2–1) |       |            |  |
| 1968. október 16. 10:00 | három játékos 2      |       | Nagy 2     |  |

| 1968. október 17. 15:30 | Magyarország (HUN)   | 7 – 1 | Spanyolország (ESP) |  |
| 1968. október 17. 15:30 | (1–0, 3–0, 2–0, 1–1) |       |                     |  |
| 1968. október 17. 15:30 | Felkai, Konrád F. 3  |       | Jané 1              |  |

| 1968. október 19. 15:30 | Magyarország (HUN)   | 5 – 1 | Egyesült Államok (USA) |  |
| 1968. október 19. 15:30 | (2–1, 0–0, 1–0, 2–0) |       |                        |  |
| 1968. október 19. 15:30 | Felkai, Konrád F. 2  |       | Sheerer 1              |  |

| 1968. október 20. 15:30 | Magyarország (HUN)   | 6 – 5 | Szovjetunió (URS) |  |
| 1968. október 20. 15:30 | (2–2, 2–1, 1–2, 1–0) |       |                   |  |
| 1968. október 20. 15:30 | Felkai 3             |       | Grigorovszkij 2   |  |

| 1968. október 21. 15:30 | Magyarország (HUN)   | 8 – 2 | Brazília (BRA) |  |
| 1968. október 21. 15:30 | (0–0, 3–0, 3–1, 2–1) |       |                |  |
| 1968. október 21. 15:30 | Felkai, Dömötör 2    |       | Lima 2         |  |

| 1968. október 23. 09:00 | Magyarország (HUN)   | 7 – 1 | Kuba (CUB)  |  |
| 1968. október 23. 09:00 | (1–0, 1–1, 2–0, 3–0) |       |             |  |
| 1968. október 23. 09:00 | Felkai 3             |       | M. García 1 |  |

Elődöntő
| 1968. október 24. 15:00 | Jugoszlávia (YUG)    | 8 – 6 | Magyarország (HUN) |  |
| 1968. október 24. 15:00 | (1–0, 1–3, 2–2, 4–1) |       |                    |  |
| 1968. október 24. 15:00 | Janković 3           |       | három játékos 2    |  |

Bronzmérkőzés
| 1968. október 26. 10:00 | Magyarország (HUN)   | 9 – 4 | Olaszország (ITA) |  |
| 1968. október 26. 10:00 | (1–1, 4–1, 4–1, 0–1) |       |                   |  |
| 1968. október 26. 10:00 | Felkai 7             |       | Pizzo 3           |  |

| Csapat             | Helyezés |
| ------------------ | -------- |
| Magyarország (HUN) |          |